# Havdalah

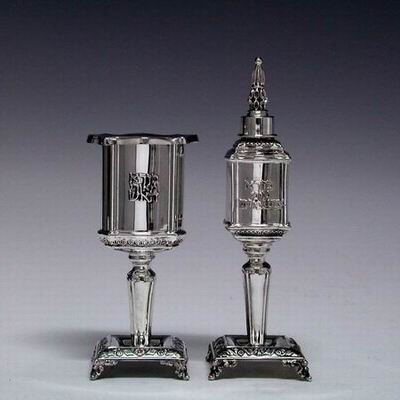
Un conjunto de plata para havdalah, incluye copa y especiero.

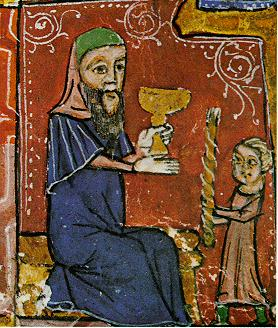
Observando el cierre del ritual havdalah en la España del.

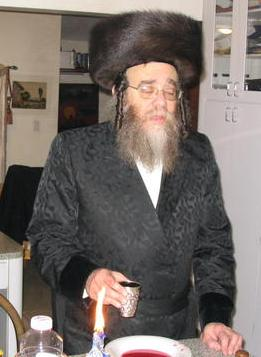
Un rebe jasídico recitando las plegarias propias del havdalah.

Havdalah o Havdalá (en hebreo: הַבְדָּלָה, 'separación') es la ceremonia religiosa judía que marca el fin del Shabat y anuncia la llegada de una nueva semana. En el judaísmo, el Shabat termina (y la nueva semana comienza) al anochecer del sábado. El havdalah puede ser recitado desde que estén visibles tres estrellas en el cielo nocturno. Algunas comunidades retrasan el havdalah hasta más tarde con el fin de prolongar el sabbat. Si por alguna razón no es posible recitar el havdalah en la noche del sábado, puede ser observado hasta la tarde del martes.
Normalmente, el havdalah es recitado acompañado de vino kosher o jugo de uva kosher, aunque también se pueden usar otras bebidas (con excepción del agua) si no hay disponibilidad de vino o jugo de uva. Al culminar el sabbat, se enciende una vela especial trenzada con más de una mecha y se recita una oración. Asimismo, se acostumbra mirar fijamente las uñas de las manos reflejadas a la luz de la vela. Luego, se pasa de mano en mano especias, comúnmente canela o clavo, a menudo guardadas en un especiero decorativo, de forma que todos puedan oler la fragancia. En muchas comunidades mizrajíes y sefardíes, se usan para este propósito ramas de plantas aromáticas. Después del Yom Kipur, se usa una vela, pero sin las especias.
Desde hace tiempo, se acostumbra a embellecer y honrar la mitzvá de havdalah mediante la colocación de las especias en una bonita caja de especias. Estos especieros de havdalah son uno de los objetos propios del arte ceremonial judío. El Havdalah requiere que una persona utilice sus cinco sentidos en probar el vino, oler las especies, ver la llama de la vela, sentir su calor y escuchar las bendiciones.

## Berajot de Havdalah según la costumbreashkenazi
- Se enciende la vela trenzada, se llena la copa de vino hasta que desborde, se la agarra con la mano derecha y se dice:

Hineh El ieshuasi, evtaj ve-lo efjad, ki azi ve-zimras Yah Ado---noy, va-iehi li lishu'ah. Ushav'tem maim be-sason mi-ma'aenei ha-ieshuah. La'Ado---noy ha-ieshuah, al ameja birja-seja selah. Ado---noy tzeva'os imanu, misgav lanu Elo-hei Ia'acov selah. Ado---noy tzeva'os, ashrei adam bote'aj baj, Ado--noy hoshiah, ha-melej ia'aneinu ve-iom karenu. La-iehudim hai'sa ora ve-simja, ve-sason vikar. Ken ti'heh lanu. Kos ieshuos esa, uve-shem Ado--noy ekra.
- Sin tomar el vino y sin cambiarlo de mano, se lo levanta más alto y se dice:

Savri maranan ve-rabanan ve-rabotai: Baruj ata Ado---noy, Elo--heinu melej ha-olam, Borei peri ha-gafen.
- Aún sin tomar, se pasa la copa a la mano izquierda, se levanta el especiero y se dice:

Baruj ata Ado---noy, Elo---heinu melej ha-olam, Bore minei besamim.
- Se pasa el especiero, el vino sigue en la mano izquierda y se dice:

Baruj ata Ado---noy, Elo---heinu melej ha-olam, Bore me'orei ha-aesh.
- Se extienden las manos hacia el fuego mirándose las uñas, la copa vuelve a la mano derecha y se dice:

Baruj ata Ado--noy, Elo--heinu melej ha-olam, ha-mavdil bein kodesh le-jol, bein ohr le-joshej, bein Israel la-amim, bein iom ha-shevi'i le-sheshes iemei ha-ma'aseh. Baruj ata Ado---noy, ha-mavdil bein kodesh le-jol.
- El líder toma al menos 60 cm³ del líquido. El resto del vino es utilizado para extinguir la llama. Inténtalo vertiendo un poco sobre un plato y metiendo la llama en el líquido hasta que se apague. Hay quienes tienen la costumbre, antes de extinguir la llama, de prender dos velas nuevas, para que la "Luz" de Shabat continúe en la semana. También existe la costumbre de humedecer las yemas de los dedos en el vino derramado, para poner unas gotas en los párpados y detrás de las orejas – como un augurio de "ver y escuchar" buenas noticias a lo largo de la semana.